# Beek
Beek (en limburgués: Baek) es un municipio y una localidad de la Provincia de Limburgo de los Países Bajos.

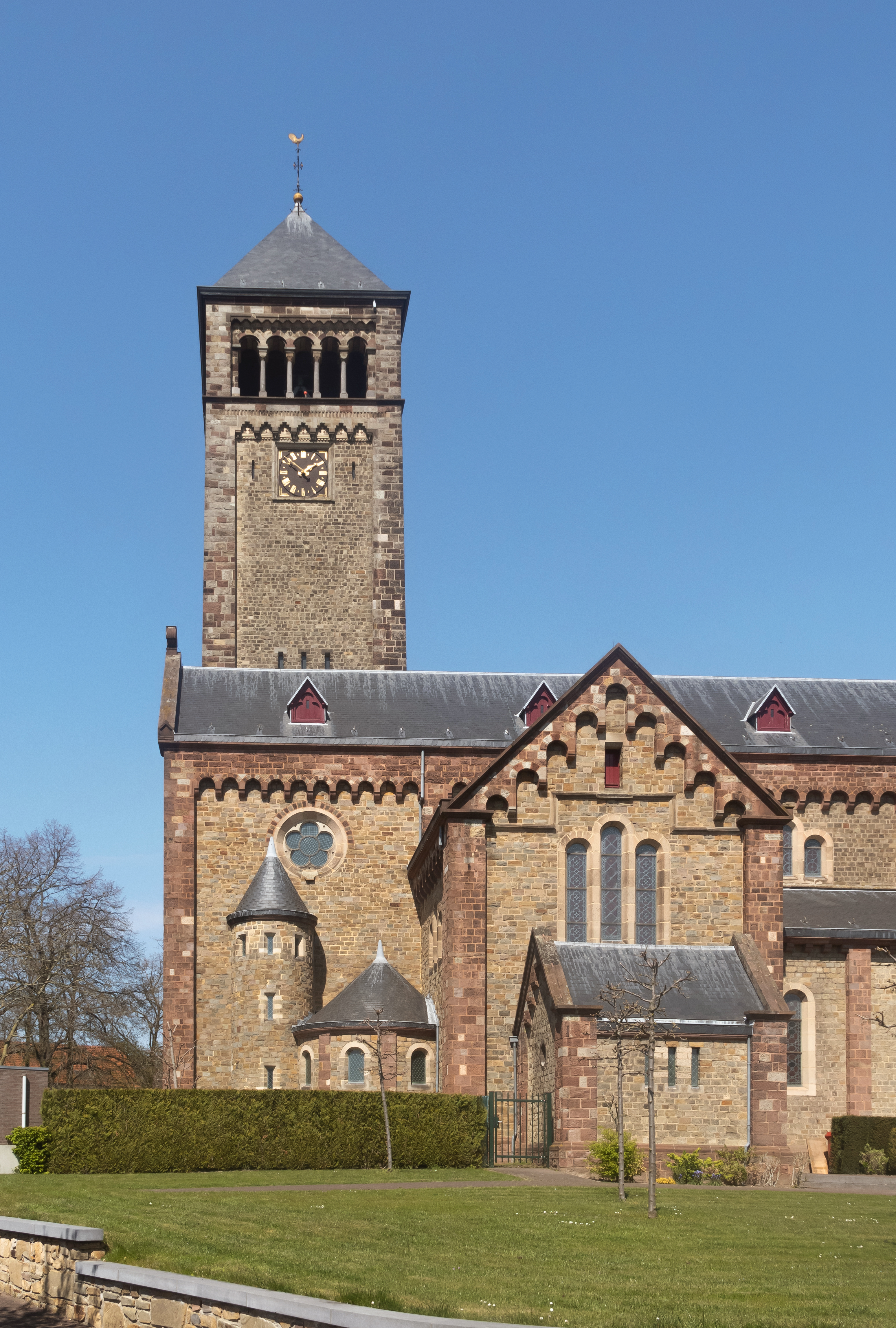
Iglesia: Sint-Martinuskerk